# 란규희사
《엉망진창 춘가네》(兰闺喜事)는 2023년 방송되었던 중국의 드라마이다.

## 줄거리
- 18년 동안 과부로 살아온 '두여옥'은 혼기를 채운 딸들을 좋은 집안에 시집을 보내기로 결심하고, 최대한 좋은 인연을 만날 수 있도록 경제적 부담을 무릅쓰며 도성에 집을 마련해 이사를 한다. 하지만 ‘두여옥’이 원하는 돈 많고, 좋은 집안의 이상적인 사윗감은커녕 이상한 남자들만 딸들과 꼬이게 되는데...

## 등장인물
- 류림 (刘琳) - 두여옥 역
- 이가기 (Jackie) - 춘패란 역
- 한운운 (韩云云) - 춘금영 역
- 오가이 (吴佳怡) - 춘반하 역
- 려가기 (厉嘉琪) - 춘가영 역
- 임호 (任豪) - 로부평 역
- 양호우 (杨皓宇) - 곽진생 역
- 창륭 (昌隆) - 세자 역
- 상하 (向夏) - 이등운 역
- 류곤 (刘坤) - 왕야 역
- 전려 (Lily Tien) - 태후 역
- 범첨첨 (Vila Fan) - 호나나 역
- 주영준 (周英俊) - 동소소 역

## 참고 사항
- 중국 현지에서 종영한지 두 달만에 중화TV에서 VOD 저작권을 구입했다 국내 방송일자는 내년 1월 8일 이다